# Arusianus Messius
Arusianus Messius, ou Messus, est un grammairien latin du quatrième siècle.

## Vie
Il est l’auteur d’un petit ouvrage qui nous est parvenu, les Exempla Elocutionum, dédiés à Olybrius et Probinus, consuls en 395. Il contient une liste alphabétique qui présente principalement des verbes pouvant se construire de plusieurs manières, avec des exemples tirés de Virgile, Salluste, Térence et Cicéron.
Cassiodore, le seul auteur à faire mention d’Arusianus, le désigne par le terme Quadriga.

## Sources
- Heinrich Keil, Grammatici latini, VII
- WHD Suringar, Historia Critica Scholiastarum Latinorum (1834–1835)
- Van der Hoeven, Specimen Literarium (1845)